# Incesticide
Incesticide is een verzamelalbum van de Amerikaanse grungeband Nirvana.

## Geschiedenis
Het album, dat eind 1992 uitkwam, bevat zeldzame studio-opnamen en B-kantjes van de groep. Oorspronkelijk bevatte het album een lange tekst geschreven door zanger Kurt Cobain, maar deze werden niet meer gedrukt na de dood van Cobain in 1994.

## Nummers
Alle nummers zijn geschreven door Kurt Cobain, tenzij anders aangegeven.
1. "Dive" (Kurt Cobain/Krist Novoselic) – 3:55
2. "Sliver" – 2:16
3. "Stain" – 2:40
4. "Been a Son" – 1:55
5. "Turnaround" (Gerald Casale/Mark Mothersbaugh) – 2:19
6. "Molly's Lips" (Eugene Kelly/Frances McKee) – 1:54
7. "Son of a Gun" (Eugene Kelly/Frances McKee) – 2:48
8. "(New Wave) Polly" (Kurt Cobain/Krist Novoselic/Dave Grohl) – 1:47
9. "Beeswax" – 2:50
10. "Downer" – 1:43
11. "Mexican Seafood" – 1:55
12. "Hairspray Queen" (Kurt Cobain/Krist Novoselic) – 4:41
13. "Aero Zeppelin" – 4:41
14. "Big Long Now" – 5:03
15. "Aneurysm" (Kurt Cobain/Krist Novoselic/Dave Grohl) – 4:36

## Trivia
- De hoes is een kunstwerk van Kurt Cobain of Kurdt Cobain zoals op het album te lezen is, een spitsvondigheidje van Cobain zelf.
- Incesticide is het enige album van Nirvana dat niet het traditionele Nirvana logo op de cover heeft staan.
- Het nummer "Downer" staat ook op het Nirvana album "Bleach", maar stond daar niet oorspronkelijk op, wat de reden was waarom de groep besloot het ook op dit album te plaatsen.
- Van het album werden wereldwijd meer dan twee miljoen exemplaren verkocht.
- Incesticide is een samenstelling van incest en insecticide.

## Heruitgaven
In 2004 kwam een boxset uit die Incesticide en In Utero bevatte.

## Artiesten
- Kurt Cobain: zang, gitaar
- Krist Novoselic: basgitaar
- Chad Channing: drums
- Dave Grohl: drums, zang
- Dale Crover: drums
- Dan Peters: drums